# Murman Omanidze
Murman Omanidze (gruz. მურმან ომანიძე; ur. 5 listopada 1938 w Tbilisi) – gruziński polityk, przedsiębiorca i prawnik, w 1991 tymczasowy premier i minister spraw zagranicznych Gruzji.
Ukończył studia z zakresu prawa międzynarodowego na Tbiliskim Uniwersytecie Państwowym. Pracował następnie w departamencie prawnym państwowej firmy rolniczej, a od 1985 do 1990 jako menedżer w ministerstwie budownictwa Gruzińskiej SRR. Zaangażował się także w działalność organizacji zrzeszającej radzieckich weteranów wojny w Afganistanie, gdzie od 1990 do 1991 pełnił funkcję wiceprzewodniczącego. Od marca do maja 1991 piastował stanowisko wiceministra transportu. Po uzyskaniu niepodległości przez Gruzję w sierpniu 1991 powołany na szefa dyplomacji i wicepremiera.
W sierpniu 1991 tymczasowo objął stanowisko premiera po rezygnacji Tengiza Siguy, który popadł w konflikt z prezydentem. Na stanowisku ministra spraw zagranicznych pozostał do 31 grudnia 1991 roku, kiedy został umieszczony w areszcie domowym wskutek oskarżeń o potajemne spotkanie z organizatorami puczu Janajewa. 4 stycznia 1992 skutecznie uciekł do Rosji i stamtąd oskarżał prezydenta Zwiada Gamsachurdię o zapędy dyktatorskie. Od 1992 do 1998 zasiadał w parlamencie, prowadził też przedsiębiorstwa. Ponownie wyjechał z Gruzji i wycofał się z polityki, uciekając przed listem gończym oskarżającym go o nadużycia finansowe.
Żonaty, ma dwoje dzieci. Zna język rosyjski.